# Buluh Nipis
Buluh Nipis is een bestuurslaag in het regentschap Kampar van de provincie Riau, Indonesië. Buluh Nipis telt 1727 inwoners (volkstelling 2010).